# Shake It Up: Break It Down
Shake It Up: Break It Down (no Brasil o álbum é conhecido apenas como No Ritmo) é a trilha sonora da série original do Disney Channel, Shake It Up. Foi lançado no dia 12 de julho de 2011, pela Walt Disney Records. A trilha sonora é constituida por vários artistas, com gênero musical baseado entre o pop e o dance. No desenvolvimento da trilha sonora, os compositores e produtores apostaram em uma sonoridade mais dance e pop, influênciada pela dança hip-hop.  

## Singles
- "Shake It Up", interpretada por Selena Gomez. A canção foi lançada em 15 de fevereiro de 2011[1], sendo o tema de abertura do seriado.
- "Watch Me", interpretada por Bella Thorne e Zendaya, as protagonistas do seriado. A canção foi lançada em 21 de junho de 2011[2] sendo o primeiro single da carreira de Bella e o segundo para Zendaya, pontuando na Billboard Hot 100 em oitenta e seis e sessenta e quatro na Billboard Digital Songs[3]

## Lista de faixas
| Edição padrão  |                    |                                                                         |                             |         |  |
| N.º            | Título             | Compositor(es)                                                          | Artista                     | Duração |  |
| 1.             | "Shake It Up"      | Jeannie Lurie, Aris Archonitis, Chen Neeman                             | Selena Gomez                | 3:00    |  |
| 2.             | "Breakout"         | Ben Charles, Aaron Harmon, Jim Wes                                      | Margaret Durante            | 2:59    |  |
| 3.             | "Not Too Young"    | Antonina Armato, Tim James, Thomas Sturges, Nevermind                   | Chris Trousdale e Nevermind | 2:55    |  |
| 4.             | "School's Out"     | Charles, Harmon, Wes                                                    | Kyra Cristiaan              | 2:34    |  |
| 5.             | "Watch Me"         | Charles, Harmon, Wes                                                    | Margaret Durante            | 2:55    |  |
| 6.             | "All The Way Up"   | Ali Dee Theodore, Sarai Howard, Fonseca, Jason Gleed                    | Alana de Fonseca            | 3:39    |  |
| 7.             | "We Right Here"    | Dapo Torimiro, Scott                                                    | Drew Ryan Scott             | 3:11    |  |
| 8.             | "Dance For Life"   | Lambert Waldrip, Hicks, Justin Mobley, Anna Vasilenko, Tocarra Phillips | Adam Hicks e Drew Seeley    | 2:55    |  |
| 9.             | "Twist My Hips"    | Armato, James, Sturges, Nevermind                                       | Tim James e Nevermind       | 2:56    |  |
| 10.            | "Roll The Dice"    | Niclas Molinder, Joacim Persson, Johan Alkenas, Geraldo Sandell         | Marlene Strand              | 2:59    |  |
| 11.            | "Just Wanna Dance" | Molinder, Persson, Jonas Thander, Charlie Mason, Luna                   | Geraldo Sandell e Riky Luna | 3:06    |  |
| 12.            | "Our Generation"   | Molinder, Persson, Alkenas, Scott                                       | Sibel Redzep                | 4:15    |  |
| 13.            | "All Electric"     | Armato, James, Sturges, Nevermind                                       | Anna Margaret e Nevermind   | 3:09    |  |
| 14.            | "Watch Me"         | Charles, Harmon, e Wes                                                  | Bella Thorne & Zendaya      | 2:55    |  |
| Duração total: | Duração total:     | Duração total:                                                          | Duração total:              | 43:19   |  |

| Faixa bônus do Amazon |                |                                             |         |  |
| N.º                   | Título         | Compositor(es)                              | Duração |  |
| 15.                   | "It's Alive"   | Jeannie Lurie, Aris Archonitis, Chen Neeman | 3:21    |  |
| Duração total:        | Duração total: | Duração total:                              | 47:10   |  |

| Faixa bônus do iTunes |                |                                             |         |  |
| N.º                   | Título         | Compositor(es)                              | Duração |  |
| 15.                   | "Bling Bling"  | Jeannie Lurie, Aris Archonitis, Chen Neeman | 2:37    |  |
| Duração total:        | Duração total: | Duração total:                              | 46:44   |  |

### Faixas do DVD
| N.º | Título                                    | Compositor(es) | Duração |  |
| 1.  | "Shake It Up Break It Down DVD Menu"      |                | 0:31    |  |
| 2.  | "Shake It Up Break It Down Introduction"  |                | 0:40    |  |
| 3.  | "School's Out"                            |                | 10:14   |  |
| 4.  | "Watch Me"                                |                | 11:40   |  |
| 5.  | "Breakout"                                |                | 10:50   |  |
| 6.  | "Not Too Young"                           |                | 11:40   |  |
| 7.  | "Shake It Up"                             |                | 11:46   |  |
| 8.  | "End Credits [Shake It Up Break It Down]" |                | 0:33    |  |

## Desempenho em paradas musicais
| Paradas (2011)                   | Posições |
| -------------------------------- | -------- |
| Estados Unidos — Billboard 200   | 22       |
| Estados Unidos — Top Soundtracks | 1        |
| Estados Unidos — Kid Albums      | 1        |
| México — Mexican Albums Chart    | 65       |